# Przezmark (gromada w powiecie morąskim)
Przezmark – dawna gromada, czyli najmniejsza jednostka podziału terytorialnego Polskiej Rzeczypospolitej Ludowej w latach 1954–1972.
Gromady, z gromadzkimi radami narodowymi (GRN) jako organami władzy najniższego stopnia na wsi, funkcjonowały od reformy reorganizującej administrację wiejską przeprowadzonej jesienią 1954 do momentu ich zniesienia z dniem 1 stycznia 1973, tym samym wypierając organizację gminną w latach 1954–1972.
Gromadę Przezmark z siedzibą GRN w Przezmarku utworzono – jako jedną z 8759 gromad na obszarze Polski – w powiecie morąskim w woj. olsztyńskim na mocy uchwały nr 17 WRN w Olsztynie z dnia 4 października 1954. W skład jednostki weszły obszary dotychczasowych gromad Przezmark i Folwark ze zniesionej gminy Stary Dzierzgoń, obszar dotychczasowej gromady Milikowo ze zniesionej gminy Myślice, a także obszar dotychczasowej gromady Gajdy oraz miejscowości Kiemiańskie i Witoszewo z dotychczasowej gromady Witoszewo ze zniesionej gminy Zalewo, w tymże powiecie. Dla gromady ustalono 11 członków gromadzkiej rady narodowej.
Gromadę zniesiono 1 stycznia 1960, a jej obszar włączono do gromad Stary Dzierzgoń (wsie Folwark i Przezmark, osady Danielówka i Wesoła Kępa oraz PGR-y Nowy Folwark, Protajny i Przezmark), Zalewo (wsie Gajdy i Witoszewo, osadę Bednarzówka, PGR Jezierce oraz leśniczówkę Nowiny Kiemańskie)  i Myślice (wieś Milikowo) w tymże powiecie.